# René Badeau
Pour les articles homonymes, voir Badeau.
René Badeau (né le 31 janvier 1964 à Trois-Rivières au Québec) est un joueur professionnel canadien de hockey sur glace.

## Carrière de joueur
Il commence sa carrière en 1981 en LHJMQ avec les Remparts de Québec (1969-1985)Remparts de Québec. En 1982, il est choisi par les Blackhawks de Chicago au 2e tour et 28e position dans la Ligue nationale de hockey. La même année, il est échangé par les Remparts de Québec avec ses coéquipiers Steven Gauthier et Richard Linteau contre Claude Gosselin et Normand Nellis des Draveurs de Trois-Rivières.
Durant la saison 1984-1985, il joue pour les Admirals de Milwaukee en LIH. Après une saison sans jouer, il est recruté par les Generals de Saginaw et il dispute deux matchs avec les Oilers de la Nouvelle-Écosse en Ligue américaine de hockey.
En 1987, il part en France dans le club des Ours de Villard-de-Lans. Il reste qu'une saison sur le plateau du Vercors avant de rejoindre le Gap Hockey Club l'année suivante. Il met un terme à sa carrière en 1990 après une saison passée chez les Diables rouges de Briançon.

## Statistiques
| Saison    | Équipe                       | Ligue        |    | Saison régulière | Saison régulière | Saison régulière | Saison régulière | Saison régulière |   | Séries éliminatoires | Séries éliminatoires | Séries éliminatoires | Séries éliminatoires | Séries éliminatoires |
| Saison    | Équipe                       | Ligue        | PJ | B                | A                | Pts              | Pun              | PJ               | B | A                    | Pts                  | Pun                  |                      |                      |
| 1981-1982 | Remparts de Québec           | LHJMQ        | 49 | 5                | 18               | 23               | 232              |                  |   |                      |                      |                      |                      |                      |
| 1982-1983 | Remparts de Québec           | LHJMQ        | 13 | 1                | 3                | 4                | 63               |                  |   |                      |                      |                      |                      |                      |
| 1982-1983 | Draveurs de Trois-Rivières   | LHJMQ        | 46 | 4                | 30               | 34               | 205              | 4                | 0 | 0                    | 0                    | 45                   |                      |                      |
| 1982-1983 | Indians de Springfield       | LAH          | 4  | 0                | 0                | 0                | 4                |                  |   |                      |                      |                      |                      |                      |
| 1983-1984 | Draveurs de Trois-Rivières   | LHJMQ        | 6  | 0                | 2                | 2                | 32               |                  |   |                      |                      |                      |                      |                      |
| 1983-1984 | Voisins de Laval             | LHJMQ        | 59 | 13               | 38               | 51               | 249              | 10               | 3 | 3                    | 6                    | 49                   |                      |                      |
| 1984-1985 | Admirals de Milwaukee        | LIH          | 61 | 6                | 18               | 24               | 64               |                  |   |                      |                      |                      |                      |                      |
| 1986-1987 | Generals de Saginaw          | LIH          | 69 | 4                | 13               | 17               | 121              | 10               | 0 | 0                    | 0                    | 4                    |                      |                      |
| 1986-1987 | Oilers de la Nouvelle-Écosse | LAH          | 2  | 0                | 0                | 0                | 0                |                  |   |                      |                      |                      |                      |                      |
| 1987-1988 | Ours de Villard-de-Lans      | Ligue Magnus | 27 | 2                | 4                | 6                | 76               |                  |   |                      |                      |                      |                      |                      |
| 1988-1989 | Gap Hockey Club              | Ligue Magnus | 24 | 2                | 10               | 12               | 66               |                  |   |                      |                      |                      |                      |                      |
| 1989-1990 | Diables Rouges de Briançon   | Ligue Magnus | 36 | 4                | 10               | 14               | 78               |                  |   |                      |                      |                      |                      |                      |